# 周賓
周賓，明朝政治人物。
洪武三十三年，接替趙惟一，擔任南直隶常州府宜興縣知縣。由劉深接任知縣。